# Sohlrampe

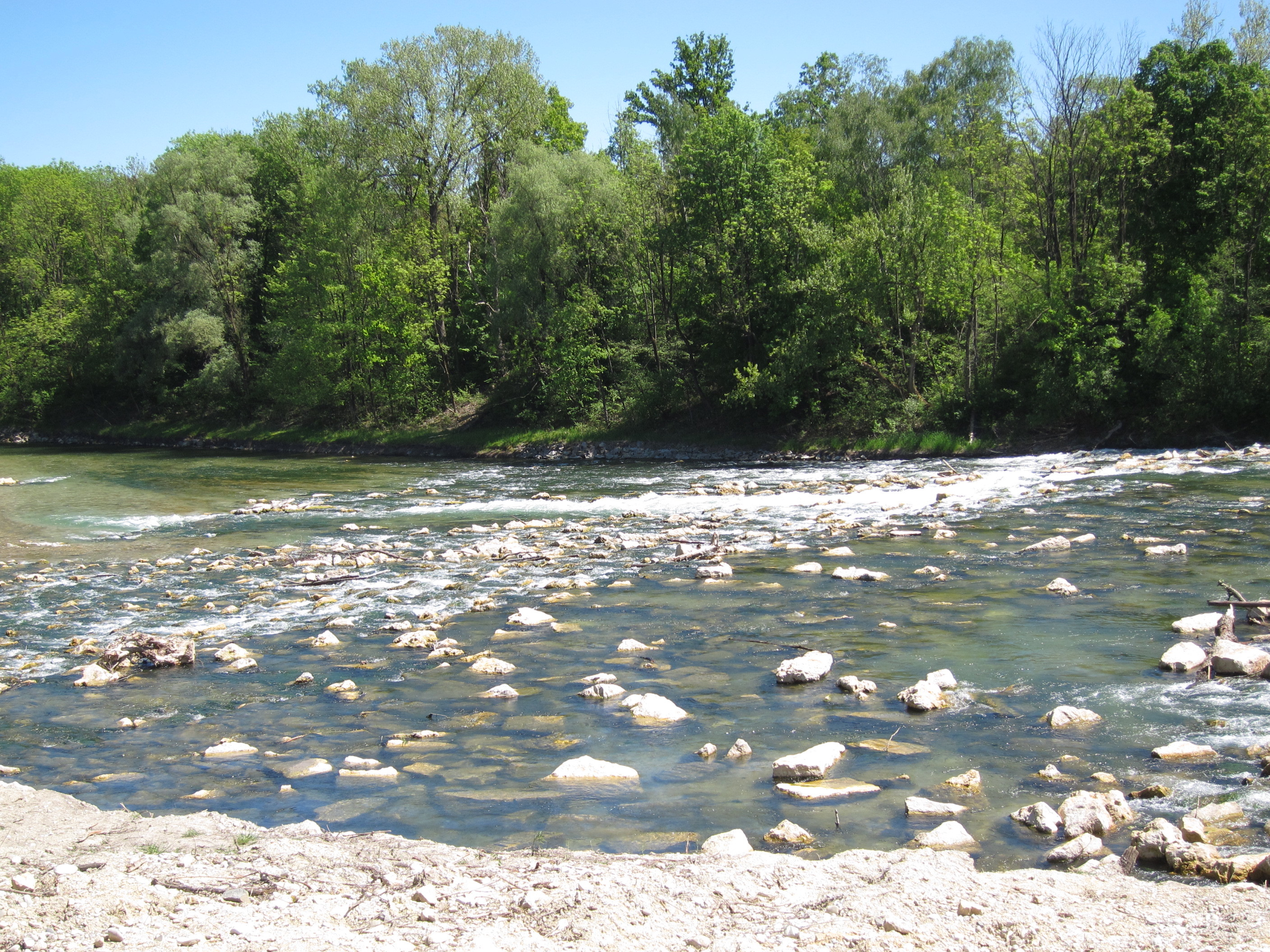
Isar-Flussrenaturierung mit Sohlrampe

Die Sohlrampe (auch Raue Rampe, engl. river bottom ramp) ist ein wasserbautechnischer Begriff. Grundsätzlich handelt es sich dabei um die Überwindung eines Höhenunterschieds im Verlauf eines Gewässers.
Anstatt die Bewegungs- und Lageenergie des Oberwassers durch einen Wechselsprung in Wärme und Schall umzuwandeln, findet dies an den Rauheitselementen der Rampe statt. Bei Hochwasser wird die Rampe komplett überströmt, die Abflussleistung steigt, bis die Rampe vom Unterwasser eingestaut wird.
Bei Einbau einer Sohlrampe in einen Flusslauf bleibt die Passierbarkeit für aquatische Lebensformen und Geschiebe erhalten, und bei sachgemäßer Bemessung wird ein Hochwasserschutz erzielt.
Wird ein Wechselsprung durch eine Sohlrampe ersetzt, können Passierbarkeiten wiederhergestellt werden und ein bestehender Hochwasserschutz erhalten bleiben.

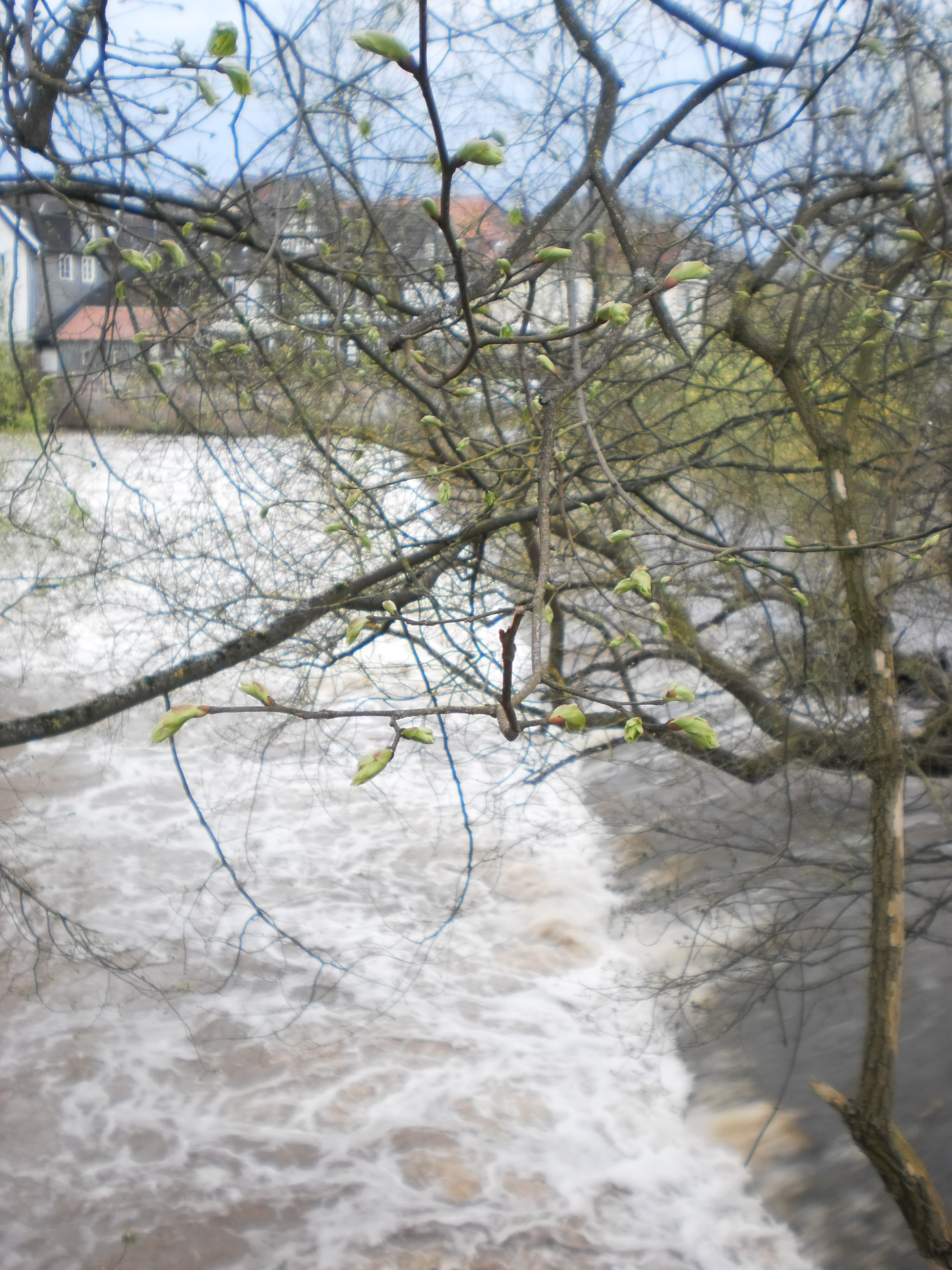
Bei Hochwasser wird auch ein Schrägwehr mit Steinschüttung zur Sohlrampe
Grüner Wehr in der Lahn

Die Sohlrampe ist ein steiler Fließabschnitt (Gefälle etwa 1:3 bis 1:10) mit Störkörpern in Form von Steinsatz oder Steinschüttung. Hierbei werden Steine bzw. Felsblöcke bis etwa 1,2 m Durchmesser auf eine mehrstufige Kiesfilterschicht gesetzt oder geschüttet. Es gibt zahlreiche Varianten vom Blocksteinsatz bis zur nachempfundenen Absturz-Beckenfolge. Je nach Ausführung und Randbedingungen ist eine Verklammerung oder eine Nachbettsicherung erforderlich, um einen Abtransport der Steine und Sohlerosion im Unterwasser zu vermeiden.
Sohlrampen und die ähnlich gestalteten Sohlgleiten unterscheiden sich durch ihr Gefälle: Sohlgleiten sind flacher geneigt (1:20 bis 1:100) als Sohlrampen (1:3 bis 1:10).
Die Sohlrampe stellt eine naturnahe Alternative zu klassischen Wehren dar. Dabei soll die Sohlrampe einerseits einen nahezu ungehinderten Fischaufstieg gewährleisten, aber auch die Tiefenerosion im Flussbett einschränken.

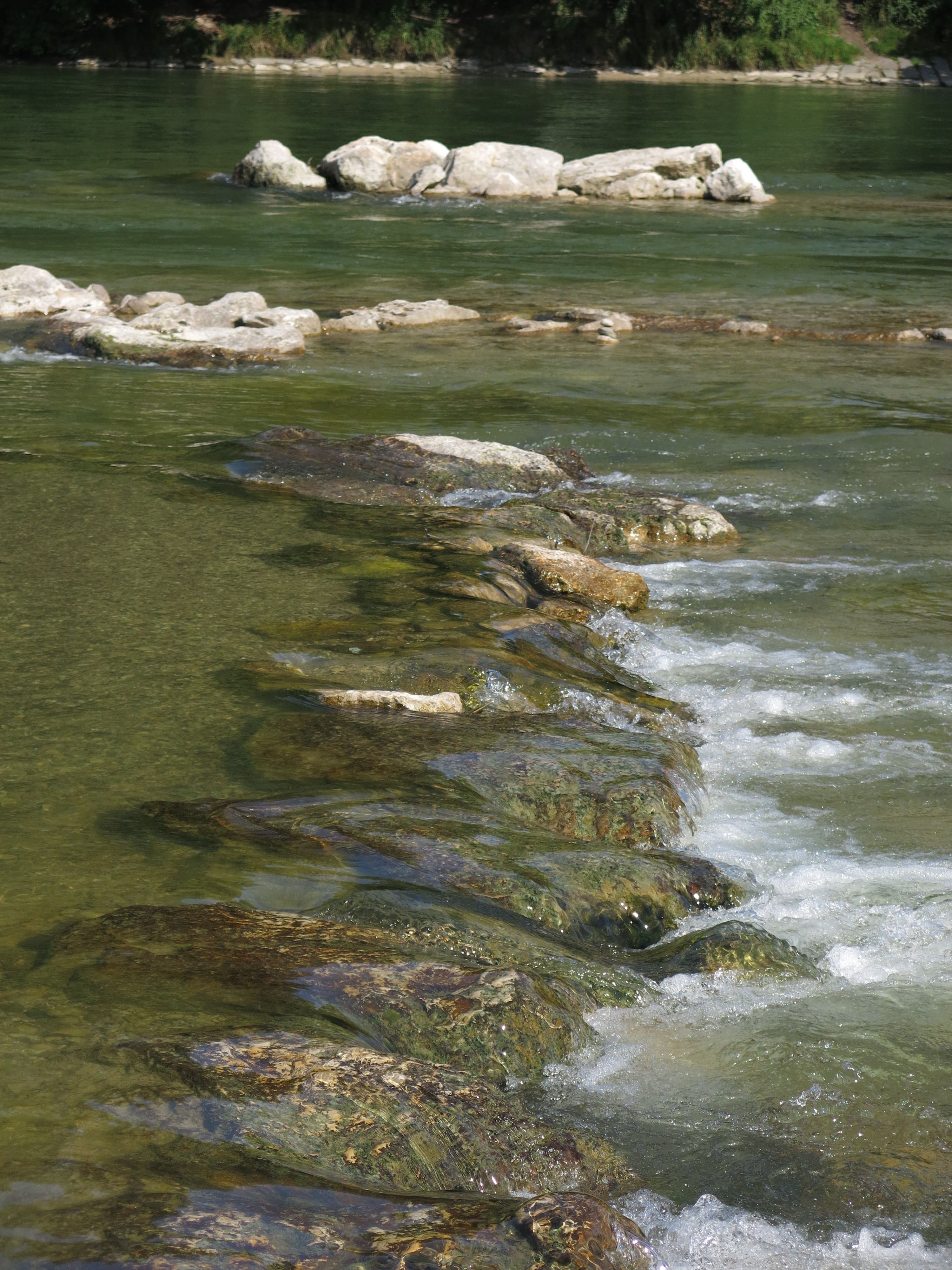
Durchbrochene Sohlschwelle in der Isar

Das Ziel des ungehinderten Fischaufstiegs gewährleisten Rampen und Gleiten jedoch nur bei ausreichend geringen Fließgeschwindigkeiten und ausreichend hoher Wassertiefe bei einem großen Abflussspektrum. Dies ist entweder nur mit deutlich flacheren Rampen (1:40 bis 1:50 und kleiner) oder mit Riegelrampen bzw. solchen in Störsteinbauweise erreichbar.